# Fabrizio Soccorsi
Fabrizio Soccorsi (Roma, 2 de febrero de 1942-Roma, 9 de enero de 2021) fue un médico italiano. Desde 2015, fue elegido por el papa Francisco como médico personal.

## Trayectoria profesional
Soccorsi se graduó en medicina y cirugía en la Universidad La Sapienza en 1968 y, tras obtener la licencia para ejercer al año siguiente, llevó a cabo una amplia gama de actividades, tanto a nivel médico como docente, hasta tener el cargo como jefe del departamento de Hepatología y director del departamento de Enfermedades Hepáticas, Aparato Digestivo y Nutrición y del departamento de Medicina Interna y Especializada del Hospital San Camillo Forlanini de Roma.
Enseñó inmunología en la Escuela de Medicina de los Hospitales de Roma y de la Región del Lacio, realizó cursos de actualización sobre patologías hepáticas en el Hospital San Camilo y fue designado en la cátedra de Medicina Clínica y Farmacología en la Facultad de Medicina y Cirugía de la Universidad de Roma La Sapienza. También desarrolló varias colaboraciones y consultorías en el sector público, con más de un centenar de publicaciones y contribuciones científicas. Además fue consultor de la Dirección de Salud e Higiene del Gobierno del Estado de la Ciudad del Vaticano y experto de la Consulta Médica de la Congregación para las Causas de los Santos.
En junio de 2017 se vio profundamente afectado por la muerte de su hija Cristiana, quien murió prematuramente tras una larga enfermedad. Y, con delicadeza el papa Francisco, en el santuario de Fátima (Portugal) donde había ido unos días antes, lo había querido a su lado en el momento de poner dos ramos de rosas blancas ante la imagen de María.
A fines de 2020, fue ingresado al Hospital Agostino Gemelli de la capital italiana producto infectado de COVID-19 y a la existencia de complicaciones oncológicas que lo aquejaban previamente. Falleció de pulmonía producto del COVID-19 el 9 de enero de 2021.